# Cuauhtémoc Medina González
Cuauhtémoc Medina González (Ciudad de México, 5 de diciembre de 1965) es un curador de arte contemporáneo, conservador de museo y escritor mexicano. Licenciado en Historia por Universidad Autónoma de México (UNAM) y doctor en Historia y Teoría de arte (PhD) por la Universidad de Essex en Gran Bretaña. En 2012 fue premiado con el Walter Hopps Award for Curatorial Achievement de la Menil Foundation.
Entre marzo de 2013 y noviembre de 2024 fue Curador en jefe del Museo Universitario de Arte Contemporáneo (MUAC), trabajando junto a su primera directora, Graciela de la Torre, y posteriormente junto a la segunda, Amanda de la Garza. En el MUAC definió una programación de "entrecruces, convergencias y mezclas [...] a nivel global con un énfasis hacia el Sur", en la que  contó con exposiciones de artistas que comparten una visión crítica de la realidad junto a colectivas de tesis que han ahondado en temas clave del arte actual. Allí curó importantes muestras tanto a nivel personal, como invitando otras personalidades mexicanas y extranjeras, entre las que se incluyen Catherine Lampert, Pedro G. Romero, Lucía Sanromán, Ferran Barenblit, Ana Longoni o Lilian Tone. 
Forma parte del Instituto de Investigaciones Estéticas de la Universidad Autónoma Nacional de México desde 1992. Fue miembro de Curare Espacio Crítico para las Artes (1991-1997), del grupo independiente de críticos, curadores y antropólogos llamado Teratoma A.C. (2001-2009) y Curador Asociado de Arte Latinoamericano en las Colecciones de la Tate Gallery en Reino Unido (2002-2008). 
En 2007 fue co-responsable, junto a Olivier Debroise, Pilar García de Germenos y Álvaro Vázquez Mantecón, de La era de la discrepancia, un ambiciosa recapitulación crítica del arte mexicano entre 1968, año de los luctuosos sucesos de Tlatelolco hasta 1997, cuando el arte contemporáneo mexicano ya dictaba una buena parte del discurso globalizado de dicha década. Ha curado, entre otros, Cuando la Fe Mueve Montañas de Francis Alÿs (2002) y la intervención de Teresa Margolles, ¿De qué otra cosa podríamos hablar? (2009) para el Pabellón de México en la 53a. Bienal de Venecia. En 2012 fue  curador de la bienal Manifesta 9: The Deep of the Modern,  que tuvo lugar en Genk, Bélgica, con la colaboración de Dawn Ades y Katerina Gregos. En ese mismo año, la revista Art Review le incluyó en su lista Power 100 de las personalidades más influyentes en el arte contemporáneo. En noviembre de 2017 fue designado Curador en Jefe de la 12 Bienal de Shanghái.

## Exposiciones curadas (selección)
- Presentación de la Colección del Museo Carrillo Gil, en colaboración con Renato González Mello, 1989
- Felipe Ehrenberg, Pretérito imperfecto, Museo Carillo Gil, 1992
- Francis Alÿs-Terence Gower. Curare. Espacio Crítico para las Artes, 1993
- Curador Adjunto de la XXV Bienal de Sao Paulo, bajo la dirección de Ivo Mesquita, curador general, 1999
- Francis Alÿs: Cuando la fe mueve montañas/Where Faith Moves Mountains, Ventanilla, Callao, 2002.
- 20 million Mexicans can’t be wrong: Francis Alÿs, Carlos Amorales, Teresa Margolles, Vicente Razo, Pedro Reyes, Santiago Sierra, Melanie Smith. South London Gallery, 2002
- La Era de la Discrepancia. Arte y cultura visual en México 1968-1997, en colaboración con Álvaro Vázquez, Pilar García y Olivier Debroise, MUAC, 2007
- Pabellón Mexicano en la Bienal de Venecia, Teresa Margolles. ¿De qué otra cosa podríamos hablar?, 2009
- Fetiches críticos: Residuos de la economía general. CA2M Centro de Arte Dos de Mayo / Museo de la Ciudad de México, 2010
- Dominó Caníbal, PAC Murcia, 2010
- Manifesta 9: The Deep of the Modern, junto a Dawn Ades y Katerina Gregos, 2012
- Teoría del color, junto a Helena Chávez Mac Gregor y Alejandra Labastida, MUAC, 2014
- Raqs Media Collective: Es posible porque es posible, junto a Ferran Barenblit, CA2M, MUAC y Fundación Proa, 2014
- Jeremy Deller: El ideal infinitamente variable de lo popular, junto a Ferran Barenblit y Amanda de la Garza, CA2M, MUAC y Fundación Proa, 2015
- Andrea Fraser: 1% C'est moi, MACBA y MUAC, 2017
- Jill Magid: Una carta siempre llega a su destino, junto a Alejandra Labastida, MUAC, 2017
- 12 Bienal de Shanghái: Prorregreso. Arte en una era de ambivalencia histórica, 2018.

## Publicaciones
| Título                                                                                           | Editorial                                                                                            | País                                                       | Año  |
| ------------------------------------------------------------------------------------------------ | --- | ---------------------------------------------------------- | ---- |
| La revolución día a día                                                                          | Secretaría de Educación Pública-Senado de la República-Instituto Nacional de Antropología e Historia | México                                                     | 1986 |
| Imágenes y recuerdos, 1969-1980: números cantan.                                                 | Difusora Internacional                                                                               | México                                                     | 1987 |
| Jan Hendrix                                                                                      | CONACULTA                                                                                            | México                                                     | 1994 |
| Graciela Iturbide 55                                                                             | Phaidon Press                                                                                        | Reino Unido de Grand Bretaña, Irlanda del Norte y Alemania | 2001 |
| The vampire in the Text: Narratives of Contemporary Art                                          | Institute of International Visual Arts                                                               | Reino Unido de Gran Bretaña e Irlanda del Norte            | 2003 |
| Cuando la fe mueve montañas                                                                      | Turner                                                                                               | España                                                     | 2005 |
| Francis Alÿs                                                                                     | Phaidon Press                                                                                        |                                                            | 2007 |
| ¿De qué otra cosa podríamos hablar?                                                              | Editorial RM                                                                                         | México                                                     | 2009 |
| Sur, sur, sur, sur. Séptimo Simposio Internacional de Teoría de Arte contemporáneo               | Patronato de Arte Contemporáneo (PAC)                                                                | México                                                     | 2010 |
| Enrique Jezik: Obstruir, destruir, ocultar                                                       | Universidad Nacional Autónoma de México                                                              | México                                                     | 2011 |
| Dominó Caníbal                                                                                   | Poligrafa Ediciones                                                                                  | España                                                     | 2011 |
| Manifesta 9, The Deep of the Modern. A subcyclopaedia. The European Biennial of Contemporary Art | SILVANA EDITORIALE                                                                                   | Italia                                                     | 2012 |
| Sin límites. Arte contemporáneo en la Ciudad de México (2000-2010)                               | Promotora Cultural Cubo Blanco/Editorial RM                                                          | México                                                     | 2013 |
| Pablo Vargas Lugo. Micromegas                                                                    | Instituto Nacional de Bellas Artes y Literatura                                                      | México                                                     | 2014 |
| La era de la discrepancia. Arte y cultura visual en México 1968-1997                             | Universidad Nacional Autónoma de México                                                              | México                                                     | 2014 |
| Estética y Emancipación. Fantasma, fetiche, fantasmagoría                                        | Universidad Nacional Autónoma de México                                                              | México                                                     | 2014 |
| El Hilo de la Vida / The Thread of Life                                                          | UDLAP                                                                                                | México                                                     | 2016 |
| Francis Alÿs: Relato de una negociación/Story of a Negotiation                                   | Museo Tamayo/MALBA                                                                                   | México/Buenos Aires                                        | 2015 |
| Abuso mutuo. Ensayos e intervenciones sobre arte postmexicano (1992-2013)                        | Promotora Cultural Cubo Blanco                                                                       | México                                                     | 2017 |